# 第三次ペルソ・テュルク戦争
第三次ペルソ・テュルク戦争（だいさんじペルソ・テュルクせんそう、英: Third Perso-Turkic War）は、サーサーン朝と西突厥との間の三度目の、そして最後の戦争である。前の二つの戦争とは異なり、中央アジアではなく南コーカサスが戦争の舞台となった。戦争は627年に西突厥の統葉護可汗（トン・ヤブグ・カガン、在位：619年頃 - 628年）と東ローマ帝国の皇帝ヘラクレイオス（在位：610年 - 641年）によって始められた。西突厥と東ローマ帝国の同盟と対立したのはアヴァールと同盟していたサーサーン朝であった。この戦争は東ローマ帝国とサーサーン朝の最後の戦い（東ローマ・サーサーン戦争 (602年-628年)）を背景として争われ、中東地域における勢力の均衡を何世紀にもわたって変化させた劇的な出来事の序章としての役割を果たした（ニネヴェの戦い、イスラーム教徒のペルシア征服）。

## 背景

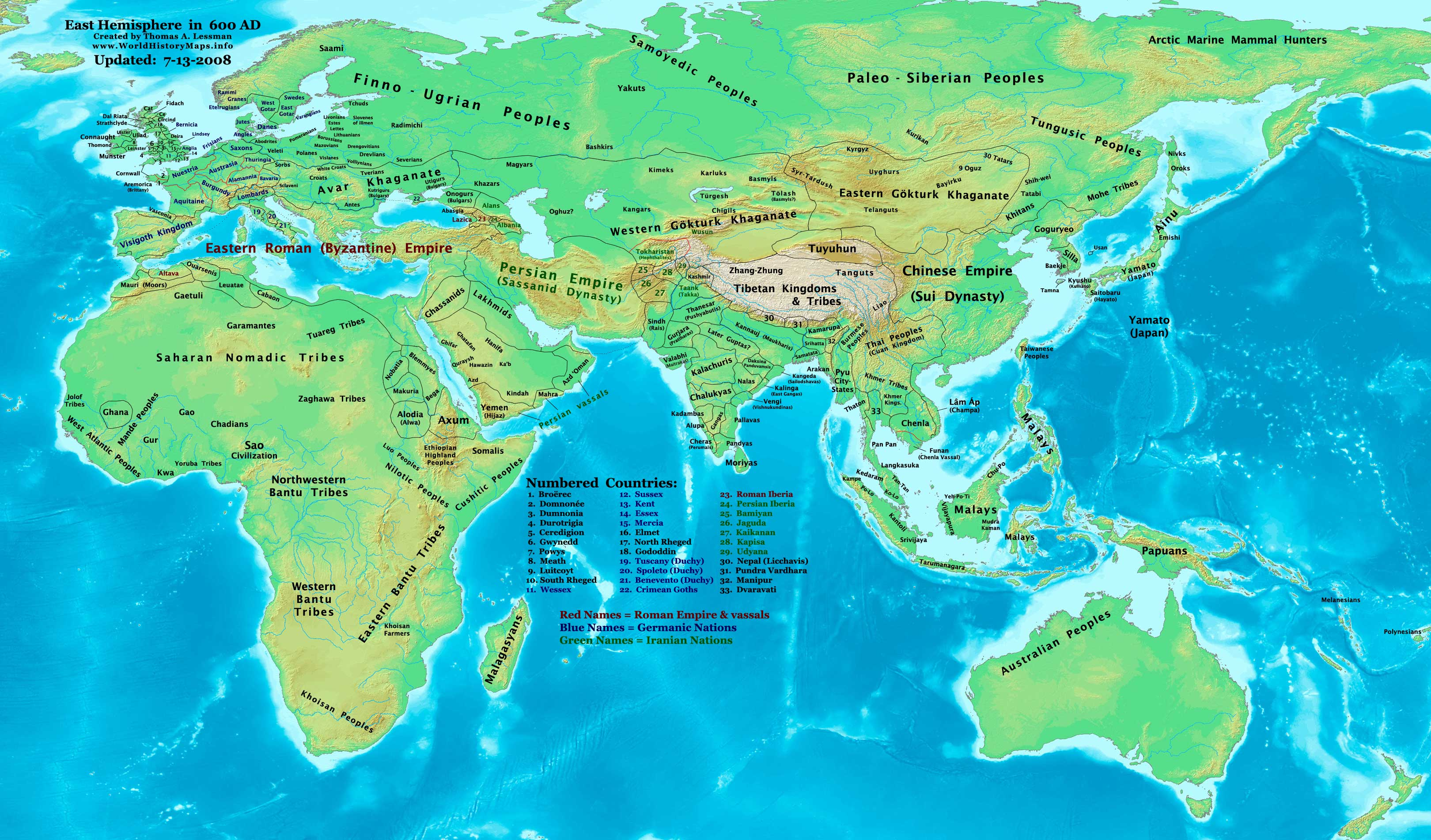
西暦600年時点の東半球の勢力図

アヴァールとサーサーン朝によって行われた最初のコンスタンティノープルの包囲戦（コンスタンティノープル包囲戦 (626年)）の後、東ローマ皇帝のヘラクレイオスは政治的に孤立した立場に立たされていた。正教会がアルメニア人に異端者の汚名を着せていたために、南コーカサスに位置するアルメニアのキリスト教徒の権力者を頼ることができず、同じキリスト教国のイベリア公国でさえ宗教的に寛容なサーサーン朝との友好関係を維持することを選んだ。この悲観的な状況に対し、ヘラクレイオスは統葉護可汗という東ローマ帝国にとって最適な同盟者を見い出した。この時期より以前、交易問題が原因となりサーサーン朝との関係が悪化していた突厥の西面可汗の室点蜜が東ローマ帝国に接近していた。室点蜜は568年にソグド人外交官のマニアー（Maniah）に率いられた使節団をコンスタンティノープルに派遣し、使節団は当時の東ローマ皇帝ユスティヌス2世（在位：565年 - 574年）への贈物として絹を献上するだけではなく、サーサーン朝に対する同盟も提案した。この提案に同意したユスティヌス2世は使節団を突厥へ派遣し、ソグド人が強く望んでいた中国の絹の直接取引を保証した。
625年にヘラクレイオスは西突厥（突厥は582年に東西に分裂していた）へ使者のアンドレアスを派遣し、軍事援助の見返りとして統葉護可汗に「驚くほどの富」を約束した。統葉護可汗の側では、シルクロードに沿った中国と東ローマ帝国との交易路を確保することを切望していた。シルクロードは第二次ペルソ・テュルク戦争の余波でペルシア人によって寸断されていた。統葉護可汗はヘラクレイオスに対し、「私は貴殿の敵に復讐し、勇敢な部隊と共に貴殿を助け行くであろう」という言葉を送った。1,000人からなる騎兵隊が困難を伴いつつもペルシア領内の南コーカサスを通り抜け、アナトリアの東ローマ帝国の宿営地に可汗のメッセージを届けた。

## デルベントの陥落

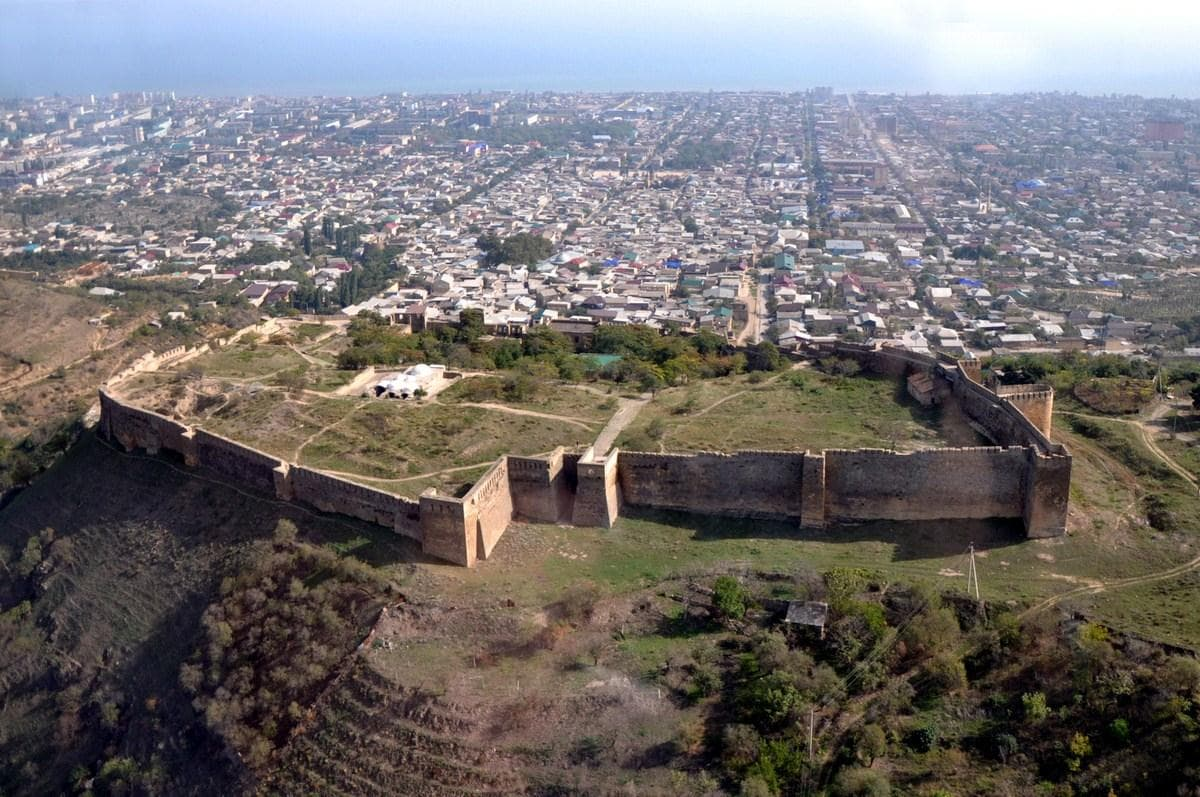
ナリン＝カラの名で知られるデルベントの要塞と街並

627年の初めに西突厥とハザールの連合軍が「アレクサンドロスの門」として知られるカスピ海に面したデルベントへと迫った。サーサーン朝によってこの地に新しく築かれていた要塞（ナリン＝カラ）は、北コーカサスからアルバニア（現在のアゼルバイジャン）の肥沃な大地へと至る唯一のルート上に存在していた。ソビエト連邦の歴史家のレフ・グミリョフは、アルバニアの軽武装の在地軍は統葉護可汗率いる重騎兵の大軍とは比較にならなかったと述べている。統葉護可汗の部隊はデルベントに猛攻撃を加え、アルバニアを蹂躙して徹底的に略奪した。デルベントの陥落と略奪は、この事件を目撃したと考えられているアルメニアの歴史家のモヴセス・カガンカトヴァツィによって詳細に記録されている。
| 「 | 海の波のようにテュルク人はチョーラ（デルベント）の町に襲いかかり、町を完全に破壊した。それはこの卑劣で見苦しく、住民を恐怖に陥れ、髪を女性のようにたなびかせた、吊り目で目蓋のない攻撃者の大群によってもたらされた。特に恐ろしいのは、雨のように矢を降り注ぐ巧みで強力な射手であった。そして獰猛な狼のように臆することもなく人々に襲いかかり、街の通りや広場で情け容赦なく切り倒した。彼らは虐殺された母親を抱きしめる子供にさえ同情せず、子供の血をミルクのように啜った。 | 」 |

難攻不落と考えられていたデルベントの要塞の陥落はアルバニア全域にパニックを引き起こした。アルバニアの部隊は首都のパルタウ（現在のバルダ）から撤退し、コーカサス山脈方面へ向かったものの、カランカトゥイク（Kalankatuyk）の村の近くで西突厥とハザールの部隊に襲われ、そこで殺害されるか捕虜にされた。カガンカトヴァツィの記録によれば、征服者はアルバニアに過酷な徴税体制を敷いた。
| 「 | 北からやってきた支配者はアルバニア全域に大混乱をもたらした。可汗はすべての種類の職人、特に金の採取、銀や鉄の精製、そして銅製品の製作に熟練した職人を支配するために彼らを監視する人間を送りこんだ。また、ペルシアによって伝統的に課されていたディドラクマの徴税に加えて、クラ川とアラス川を往来する物品や漁師に税を課した。 | 」 |

## トビリシの包囲

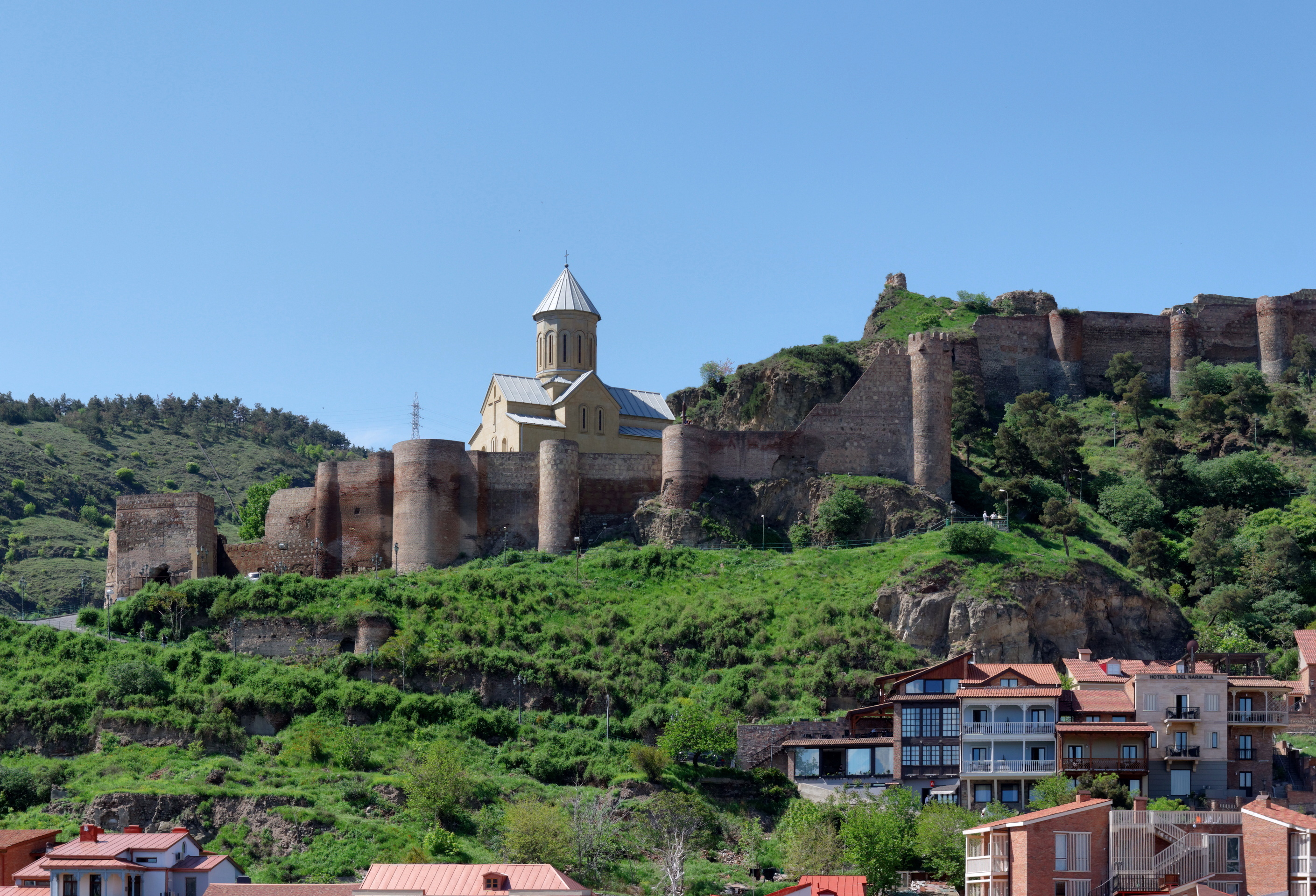
トビリシのナリカラ要塞

西突厥と東ローマ帝国の次の攻撃目標はイベリア公国であり、イベリア公のステファノス1世はサーサーン朝の王であるホスロー2世（在位：590年 - 628年）に臣従していた。カガンカトヴァツィの言葉によれば、ハザール人が「大きく享楽的な交易都市として知られたトビリシに押し寄せ、完全に包囲した」。そしてすぐに東ローマ皇帝ヘラクレイオスとその強力な軍隊の下に加わった。
ヘラクレイオスと統葉護可汗（東ローマの文献では Ziebel と呼ばれる）は、ナリカラの城壁の麓で対面した。統葉護可汗はヘラクレイオスの下に近づき、肩に口付けをして一礼をした。返礼にヘラクレイオスは蛮族の支配者を抱きしめ、可汗を我が息子と呼び、自らの王冠を可汗の頭上に載せた。続く祝宴の間にハザールの指導者は礼品として有り余る程の耳飾りと織物を受け取り、一方の統葉護可汗はヘラクレイオスの娘であるエウドクシア・エピファニアとの婚姻を約束された。
包囲戦は大きな進展がなく長期化し、守備側の再三にわたる反撃によって攻撃が中断された。2か月後、ハザールは秋までに戻ることを約束して草原地帯へ撤退した。統葉護可汗は包囲中のヘラクレイオスを支援する40,000人の軍勢の指揮官として息子か甥である若い歩利設（ボリ・シャド）を残して去った。しかしこれらの軍勢もやがて去り、東ローマ軍は包囲を単独で続けることを余儀なくされ、守備側からの野次を引き起こすことになった。
ジョージア人が皮肉を込めてヘラクレイオスの行った近親結婚に対する暗喩である「ヤギ」と呼んだ際に、ヘラクレイオスはダニエル書の一節から、一つの角を持つ雄ヤギによって倒された二つの角を持つ雄羊の物語を思い起こした（雄羊はメディアとペルシアの王を、雄ヤギはギリシアの王を示唆している）。ヘラクレイオスはこれを良い兆候と解釈し、南方のペルシアに向かって進軍を開始した。627年12月12日、チグリス川の岸に現れたヘラクレイオスと東ローマ帝国の軍隊は、ニネヴェの遺跡の近くでペルシア軍と激突して勝利を収めた（ニネヴェの戦い）。翌628年の1月にはサーサーン朝の首都クテシフォンの周辺を荒廃させ、東ローマ帝国のサーサーン朝に対する関係を大きく好転させた。

## 結末

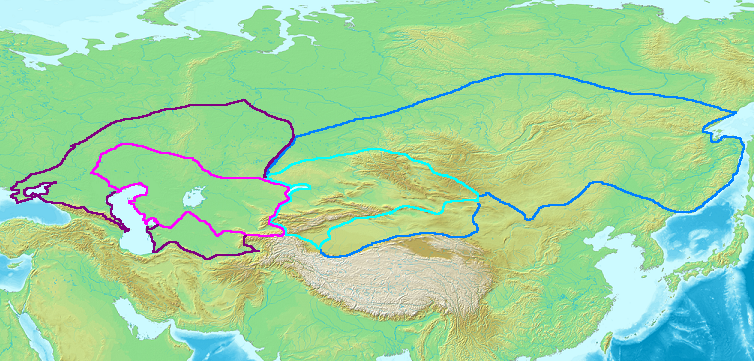
西暦600年時点の西突厥と東突厥の勢力図
西突厥
ピンク…直接統治範囲、紫…影響力の及んだ範囲
東突厥
水色…直接統治範囲、青…影響力の及んだ範囲

ヘラクレイオスの勝利の後、統葉護可汗は急遽トビリシの包囲を再開し、冬の間に都市を攻略することに成功した。カガンカトヴァツィは、「大軍勢が剣を高く掲げて壁に向かって進み、全ての者がお互いの肩に乗って壁をよじ登った。黒い影が悲嘆に打ちひしがれた住民を襲い、彼らは打ち負かされ、追い詰められていった」と記している。ジョージア人は更なる抵抗をすることなく降伏したものの、都市は略奪され、住民は虐殺された。ペルシアの太守とイベリア公は統葉護可汗の面前で拷問され、殺害された。
突厥の部隊は白兵戦の強さでよく知られていたものの、包囲戦の能力は決して高いものではなかった。このため、レフ・グミリョフは、トビリシの攻略はハザールの手によるものではないかと述べている。また、この成功は統葉護可汗をより遠大な構想に駆り立てることになったと信じるだけの十分な根拠が存在する。このトビリシ攻略の軍事行動において、統葉護可汗は通常の略奪作戦を行うよりは、むしろアルバニアを西突厥の領土に組み入れることを企図していた。本拠地のスイアブへ引き上げる前に、統葉護可汗は歩利設とその将軍たちに対し、「彼らが私の息子に会うために訪れ、私の支配に服し、我々に対して彼らの町、城、そして交易の権利を認める限り、その土地の支配者や貴族の命を奪わないように」という指示を残した。
この言葉は、統葉護可汗がはるか東の中国まで影響力を強めたのと同じように、シルクロードの最西部の支配を維持する意思を持っていたことを示している。しかし、統葉護可汗は628年に伯父の莫賀咄（バガテュル）に殺害され、可汗位を簒奪された。629年に西突厥の勢力は南コーカサスから撤退したものの、630年4月に歩利設がアルメニアへ侵入するために指揮官のチョルパン・タルハンとともに総勢30,000騎の騎兵隊を派遣した。サーサーン朝は侵略に対抗するためにシャフルバラーズが10,000人の軍勢を差し向けたものの、チョルパン・タルハンは遊牧民の兵に特徴的な策略を用いてペルシア軍を待ち伏せにし、これを殲滅した。しかし、テュルク人はサーサーン朝の対応が厳しいものになることを承知していたため、都市を略奪した後に草原地帯へと引き返していった。